# رالف إي. تيسون
رالف إي. تيسون (بالإنجليزية: Ralph E. Tyson)‏ هو قاضي ومحامي أمريكي، ولد في 13 أغسطس 1948 في باتون روج في الولايات المتحدة، وتوفي بنفس المكان في 18 يوليو 2011.